# Grotte di Pignarelle
Le grotte di Pignarelle, talvolta denominate anche «grotte di Macello-Pignarelle» o «grotte di Tarditi», sono delle cavità poste nell'omonima località del comune di Palmi. Le grotte formano un insediamento rupestre di impronta monastica bizantina, poiché realizzate dagli stessi monaci scavando nell'arenaria, in un periodo compreso tra il VI secolo e l'VIII secolo. Le grotte sono catalogate nella Tabella dei Siti rupestri o grotte della Regione Calabria.

## Storia
È probabile che la realizzazione dell'insediamento rupestre risalga ad un periodo tra il VI secolo e l'VIII secolo, quando numerosi monaci bizantini scelsero la Calabria in conseguenza delle persecuzioni iconoclaste proclamate da papa Leone III e dall'occupazione della Sicilia da parte dei saraceni. Infatti in quel periodo fondarono nella zona monasteri e lavre.
Le grotte, nel XX secolo, furono usate dalla popolazione di Palmi come rifugio dai bombardamenti aeronavali della seconda guerra mondiale. Il luogo è chiamato anche "grotte di Tarditi", forse per ricordare il nome del tecnico governativo che ricostruì alcuni quartieri della parte bassa della città, dopo il terremoto del 1908, non lontani dal sito.

## Descrizione
Le grotte sono collocate a poca distanza dalla Stazione di Palmi e dal rione Impiombato, nella località nota come Macello-Pignarelle. L'insediamento risulta collocato in un ripido costone e nascosto da una fitta vegetazione naturale. Dal costone vi è la visuale del mar Tirreno, che si estende dallo Stretto di Messina fino a Capo Vaticano.
Il complesso rupestre è composto da alcune grotte, scavate dai monaci nell'arenaria, su diversi livelli e con ingresso rivolto verso nord. La prima grotta, che all'esterno ha una croce bizantina scolpita nella roccia, al suo interno è formata da un unico vano con un'ampia apertura, dalla quale si dipartono dei cunicoli che penetrano per alcuni metri all'interno. La seconda grotta invece, con profondità di 17 metri, termina con un'abside. Anch'essa ha una croce bizantina scolpita sull'arco della roccia della volta e si ipotizza che fosse la dimora dell'egumeno.
La più grande grotta di tutto l'insediamento rupestre, sia per estensione che per forma architettonica, è rappresentata da una cavità situata al centro di tutto il complesso, ed è denominata «basilica»: all'interno è formata da tre navate delle quali quella centrale ha un'altezza di sei metri ed una larghezza di tre metri, mentre le due laterali misurano due metri di larghezza ed un'altezza di circa un metro e mezzo. All'interno della grotta, i corridoi laterali vanno a confluire in quello centrale formando un incrocio a croce greca. La parete terminale della navata centrale presenta un'abside di forma ellittica, dove i monaci appendevano Crocefissi e icone. In molte pareti e sul suolo della grotta sono evidenti gradini, nicchie, portalampade e giacigli. Un'ulteriore grotta di notevoli dimensioni, situata nello stesso gradone, risulta avere un collegamento con la «basilica» tramite un cunicolo.
Di fronte all'insediamento, in un altro costone separato rispetto al complesso da un canale, vi è una piccola cavità forse naturale, con anch'essa all'ingresso due croci scolpite nella roccia. Essendovi una piccola feritoia realizzata con calce e pietre, rivolta verso l'alto, il tutto lascia presupporre che la grotta servisse per allertare, in caso di pericolo, i monaci del complesso rupestre.